# Калланіш

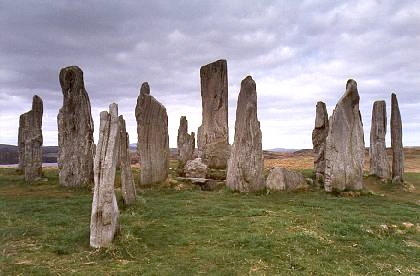
Камені Калланіша

Ка́лланіш (англ. Callanish, гельське Calanais) — стародавнє культове місце в Шотландії. Розташоване на острові Льюїс в архіпелазі Зовнішні Гебриди і є найбільшою із відомих на сьогоднішній день пам'яток мегалітичної культури на Британських островах.
«Камені Калланіша», реконструйовані у новий час, були встановлені в період неоліту, між 2900 та 2600 роками до н. е. І раніше, до 3000 року до н. е., тут було святилище. Калланіш утворений 13 групами каменів або окремих монументів, що встановлені вертикально і утворюють кола діаметром до 13 метрів. Висота каменів коливається в межах від 1 до 5 метрів (у середньому ж близько 4 метрів). Вони були вирубані з місцевого гнейсу.
За часів бронзової доби святилище, що містилося тут, можливо, було розграбоване і засіяне зерном. Починаючи з 800 р. до н. е., місцевість розташування мегалітів поступово перетворюється на торфовище, яке заховало камені до середини XIX століття півтораметровим шаром торфу.
Одна з теорій, що пояснюють створення святилища Калланіш, пов'язує його з культом Місяця і обрядами, що його супроводжували. Менгіри Калланіша, що розташовані на островах крайнього північного заходу Шотландії, є менш відомими, ніж Стоунхендж та Ейвбері. Окремі його камені необроблені і не настільки великі, як у Стоунхенджі. Проте менгіри Калланіша справляють на глядачів величезне враження, вирізняючись посеред пустельної рівнини своїми колами спрямованих до неба кам'яних стел.
Перші археологічні розкопки проводилися в Калланіші у 1857 р. Мегалітичні об'єкти Калланіша нині нумерують від Калланіш I до Калланіш XIX.